# Thiernogryllus rufipes
Thiernogryllus rufipes är en insektsart som beskrevs av Roger Roy 1969. Thiernogryllus rufipes ingår i släktet Thiernogryllus och familjen syrsor. Inga underarter finns listade i Catalogue of Life.